# Алексеев, Иван (дьяк, 1611)
Ива́н Алексе́ев (конец XVI — начало XVII века) — дьяк Русского царства в период Смутного времени и в правление царя Алексея Михайловича.

## Биография
Ранняя биография неизвестна. Упоминается в документах от 11 ноября 1611 года, 27 января, 29 марта и 15 декабря 1612 года как находившийся в составе Второго народного ополчения. С 10 по 14 марта 613 года вероятно был дьяком Челобитного приказа. В 1613/1614 и 1615/1616 годах — дьяк Казачьего приказа. В 1614/1615 году занимался сбором запросных и пятинных денег в Переславле-Рязанском. В 1617/1618 году — дьяк в объездах на Москве.